# ナチス・ドイツの機構

1935年から1945年までの官庁旗

ナチス・ドイツの機構では、ナチス・ドイツ時代に設置された政治的機構について述べる。これらの機関にはライヒ（ドイツ語: Reich）という言葉が多く使われているが、訳者によって「国家」や「帝国」などと日本語表記が異なる。また、国家社会主義ドイツ労働者党の機関も公的機関として扱われたが、国家組織の役割区分は不鮮明であり、権限が重複することもしばしばであった。

## 内閣・国会関連
- 指導者兼ドイツ国首相 - アドルフ・ヒトラー
- 首相官房長官 - ハンス・ハインリヒ・ラマース
- 大統領官房長官（de:Reichspräsidialamt） - オットー・マイスナー
- 内閣枢密院議長（de:Geheimer Kabinettsrat (Gremium)） - コンスタンティン・フォン・ノイラート
- 国防閣僚会議議長（de:Ministerrat für die Reichsverteidigung） - ヘルマン・ゲーリング
- 最高裁判所長官 - エルヴィン・ブムケ
- ヒトラー内閣
- 国家弁務官 - 特定の政治問題や占領地域の統括に当たる。
- 国家代理官 - 州首相に相当する地方総督。

## 国務事務室
- 四カ年計画遂行部 - ヘルマン・ゲーリング（1936年～）
- 国家林野庁長官事務室 - ヘルマン・ゲーリング
- 高速道路監査局
- 帝国銀行総裁室
- 国家青少年事務局
- 国庫事務室
- 国都一般監査官

## 国務省庁
- 外務省（Auswärtiges Amt） - コンスタンティン・フォン・ノイラート、ヨアヒム・フォン・リッベントロップ
- 内務省（Reichsministerium des Innern） - ヴィルヘルム・フリック、ハインリヒ・ヒムラー
- 国防省（Reichswehrministerium） - 1935年、戦争省（Reichskriegsministerium）に改名。1938年に廃止され、国防軍総司令部（OKW）となる。ヴェルナー・フォン・ブロンベルク。
- 宣伝省（国民啓蒙・宣伝省、Reichsministerium für Volksaufklärung und Propaganda） - 1933年3月設置。ヨーゼフ・ゲッベルス
  - 帝国文化院（Reichskulturkammer）
    - 帝国音楽院
    - 帝国造形芸術院
    - 帝国映画院（Reichsfilmkammer）
    - 帝国文学院（Reichsschrifttumskammer）
    - 帝国出版院（Reichspressekammer）
    - 帝国放送院（Reichsrundfunkkammer）、1939年に国家放送協会へ改組

  - 国家放送協会 - 放送網管理団体
- 航空省（Reichsluftfahrtministerium）  - 1933年5月設置。ヘルマン・ゲーリング
  - 調査局 - ゲーリングが統括する諜報機関
- 財務省（Reichsfinanzministerium） - ルートヴィヒ・シュヴェリン・フォン・クロージク
- 経済省（Reichswirtschaftsministerium）  - ヒャルマル・シャハト、ヴァルター・フンク
- 司法省（Reichsministerium der Justiz） - オットー・ゲオルク・ティーラック
  - 人民法廷（Volksgerichtshof） - 国家反逆を裁く裁判所
- 食糧農業省（Reichsministerium für Ernährung und Landwirtschaft） - リヒャルト・ヴァルター・ダレ、ヘルベルト・バッケ
- 労働省（Reichsarbeitsministerium） - フランツ・ゼルテ
- 文部省（科学・教育・文化省、Reichsministerium für Wissenschaft, Erziehung und Volksbildung） - ベルンハルト・ルスト
- 宗教省（教会担当省、Reichsministerium für die Kirchlichen Angelegenheiten） - 1934年5月設置。ハンス・ケルル（de:Hanns Kerrl）、ヘルマン・ムース
- 運輸省（Reichsverkehrsministerium） - ユリウス・ドルプミュラー
- 郵政省（Reichspostministerium） - ヴィルヘルム・オーネゾルゲ（de:Wilhelm Ohnesorge）
- 軍需省 - 1940年3月兵器・弾薬省（Reichsministerium für Bewaffnung und Munition）として設置、1943年に軍需・軍事生産省（Reichsministerium für Rüstung und Kriegsproduktion）に改称。フリッツ・トート、アルベルト・シュペーア
  - トート機関
- 労働力配置総監 - 労働力配置総監フリッツ・ザウケルの指導の下、捕虜や外国人の強制労働を扱う
- 東部占領地域省（東部占領地域省、Reichsministerium für die besetzten Ostgebiete） - 独ソ戦による東部占領地域の監督に当たる省庁。通称東部省（Ostministerium）。アルフレート・ローゼンベルク
- ポーランド総督府 - 総督ハンス・フランク
- ベーメン・メーレン保護領 - 担当相カール・ヘルマン・フランク
- ドイツ法律アカデミー - ナチズムに基づく法典改正のためのアカデミー。

## 立法機関
- ライヒ議会（de） - 議長ヘルマン・ゲーリング
  - 議長 - ヘルマン・ゲーリング
  - 第一副議長 - トーマス・エッサー（ドイツ語版）、ハンス・ケルル
  - 第二副議長 - ヴァルター・グレーフ（ドイツ語版）、ヘルマン・エッサー
  - 第三副議長 - エルンスト・ツェルナー、エミール・ゲオルク・フォン・シュタウス（ドイツ語版）

## 軍事組織
- 総統大本営 国防軍最高司令官アドルフ・ヒトラー
- ライヒ防衛委員

### 国防軍

#### 総司令部（最高司令部、Oberkommando）
- 国防軍最高司令部（OKW）  - 1938年2月設置。プロイセン参謀本部の後継。総長ヴィルヘルム・カイテル
  - 国防軍情報部（Abwehr）
- 陸軍総司令部（OKH）
- 海軍総司令部（OKM）
- 空軍総司令部（OKL）

#### 軍種
- 陸軍（Heer）
  - 国内予備軍（Ersatzheer）
- 海軍（Kriegsmarine）
- 空軍（Luftwaffe）

### NSDAP
- 親衛隊作戦本部（SS-FHA）
  - 武装親衛隊（Waffen-SS）
- 突撃隊防護団
- 国民突撃隊（Deutscher Volkssturm）
- 人狼部隊（Werwolf）

## 治安機関
- 国家保安本部（RSHA）
- 秩序警察（Orpo）- 一般警察
- 保安警察（SiPo）- 1936年に発足した政治警察
  - 刑事警察(KriPo) - 1936年にゲシュタポと統合
  - ゲシュタポ - プロイセン州秘密警察。1936年に刑事警察と統合
- SD - 親衛隊の警察組織。1939年に保安警察と統合し、国家保安本部（RSHA）となる。
- RSD - 総統アドルフ・ヒトラーの個人警護に当たる
- アインザッツグルッペン

## 党組織
- 総統 - アドルフ・ヒトラー
- 総統後継者 - ヘルマン・ゲーリング[1]
- 副総統官房（1933-1941） - 副総統兼総統第二後継者ルドルフ・ヘス
- 党官房（1941-1945） - 官房長マルティン・ボルマン
- 総統官房 - 官房長フィリップ・ボウラー
  -  全国指導部
    - 全国組織指導部 - 全国組織指導者ロベルト・ライ
    - 全国宣伝指導部 - 全国宣伝指導者ヨーゼフ・ゲッベルス
    - 全国青年指導部 - 全国青年指導者バルドゥール・フォン・シーラッハ
    - 親衛隊全国指導者 - ハインリヒ・ヒムラー

  -  党政治指導部
    -  大管区/帝国大管区 - 大管区指導者が統括する事実上の地方行政区分
    -  管区
    -  本局
    -  地区支部
    -  拠点分区（準支部）
    -  局/室
    -  細胞
    -  本部
    -  街区（ブロック）
    -  支所
    -  組合
    -  班
- 突撃隊最高指導部
  -  突撃隊 - 党最大の準軍事組織
- 親衛隊本部
  -  親衛隊 - 党のエリート準軍事組織
    -  一般親衛隊
    -  親衛隊特務部隊
- ヒトラーユーゲント - 党青少年組織
  -  ドイツ少国民団 - ヒトラーユーゲント内の年少組織
- 国民社会主義自動車軍団（NSKK）
- 国民社会主義航空軍団（NSFK）
- 国民社会主義婦人団（NSF）
- 党外交政策局（de:Außenpolitisches Amt der NSDAP） - アルフレート・ローゼンベルク、ヨアヒム・フォン・リッベントロップらによる外交に関与する組織。
- 党国外組織部（de:NSDAP/AO）
- ローゼンベルク事務所（de:Amt Rosenberg） - アルフレート・ローゼンベルクの指導による文化・教育監視機関
  - ドイツ文化闘争同盟
- 全国指導者ローゼンベルク特務部隊（de:Einsatzstab Reichsleiter Rosenberg） - 占領地からの美術品略奪に当たった

## 社会政策
- 国家労働奉仕団 - 失業対策・徴用機関
- 国家社会主義公共福祉
- レーベンスボルン
- ドイツ労働戦線 - 労働組合
  - 歓喜力行団
- 国家社会主義全国体育連盟（de:Nationalsozialistischer Reichsbund für Leibesübungen）- スポーツ統括組織。ハンス・フォン・チャマー・ウント・オステン（de）
- ドイツ女子同盟 - 女子組織
- ドイツ幼年団（de:Deutsches Jungvolk）
- 大管区指導者学校
- オルデンスブルク政治指導者学校 - 党幹部養成のための高等学校
- アドルフ・ヒトラー・シューレ - 党幹部養成のための中等学校
- ナポラ - 国営寄宿学校
- 東部工業（de:Ostindustrie）

## 国営・準国営企業
- ドイツ帝国銀行（ライヒスバンク） - 中央銀行。1937年より国営化。
- ドイツ国営鉄道
  - 帝国アウトバーン会社（de:Reichsautobahn）
- ヴィルヘルム・グストロフ財団（de:Wilhelm-Gustloff-Stiftung）
- 国営企業ヘルマン・ゲーリング（de:Reichswerke Hermann Göring）
- 金属調査会社 - メフォ手形（en） の発行に当たったペーパーカンパニー
- フランツ・エーア出版社 - 党中央出版社。マックス・アマン

## 国民組織
- ドイチュ・クリステン（de:Deutsche Christen）- キリスト教徒団体
- ドイツ福音教会（de:Deutsche Evangelische Kirche）- 福音派団体
- 自衛団 - 民兵組織。1940年に解散命令